# Sầu

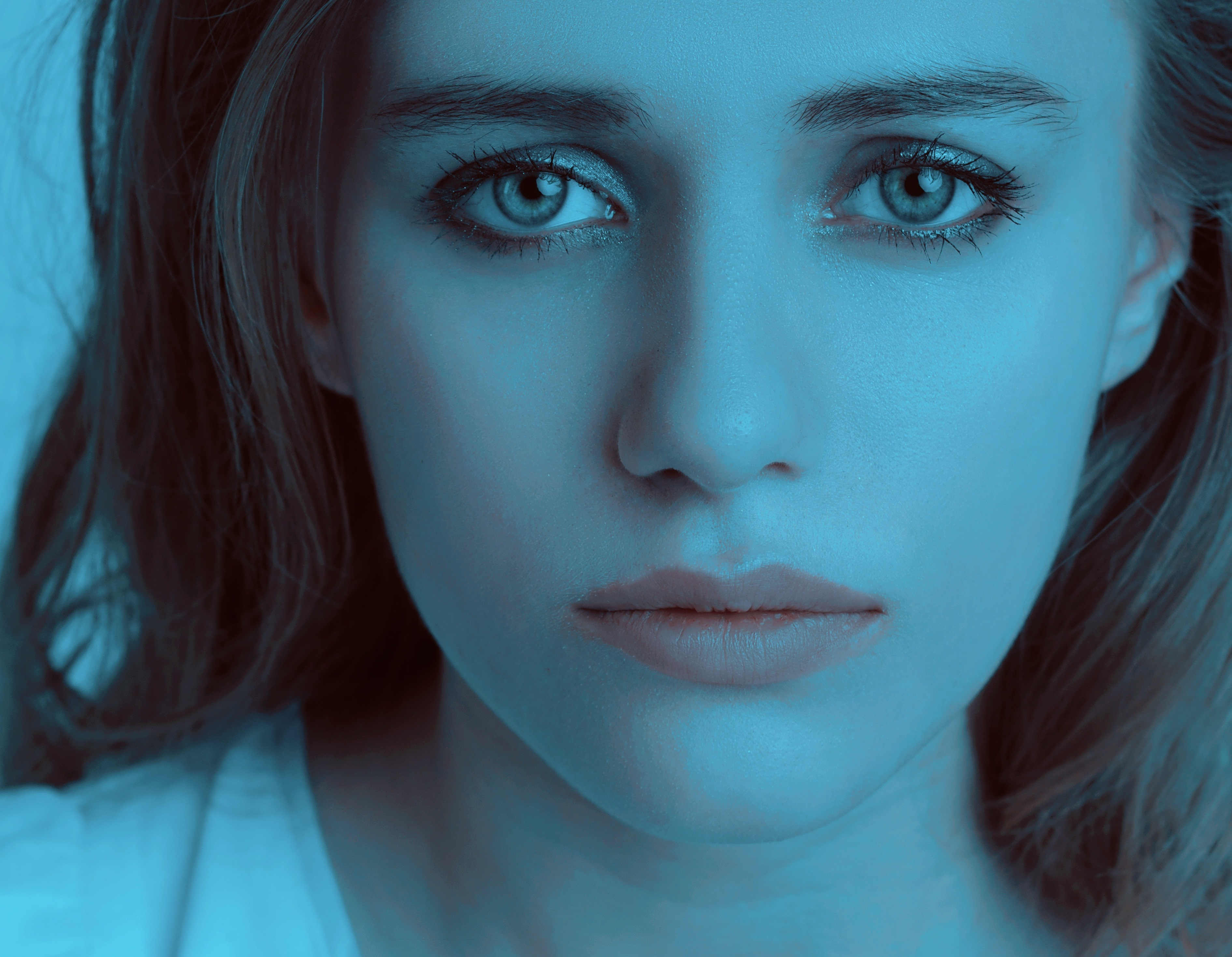
Biểu cảm của một phụ nữ với nỗi sầu

Sầu (depression) hay nỗi sầu hay sầu đời là một trạng thái tâm lý, cảm xúc của con người theo đó thể hiện một tinh thần, tâm trạng cảm xúc đi xuống một cách khá trầm trọng và toàn diện, có thể thể hiện ra sắc thái bên ngoài của khuôn mặt, điệu bộ theo kiểu trầm cảm. Người sầu đời thường có những nhìn nhận, suy nghĩ tiêu cực thế thế giới khách quan (chán đời). Người sầu đời có thể cảm thấy hoặc lần lượt trải qua những xúc cảm buồn chán, lo lắng, trống rỗng, vô vọng, cô đơn, bất lực, vô giá trị, cảm giác tội lỗi, dễ bị kích thích, tổn thương, hoặc chí ít thì bồn chồn. Họ có thể mất quan tâm đến các hoạt động mất cảm giác ngon miệng hoặc ăn quá nhiều và có thể đi kèm là mất ngủ, trầm cảm hoặc cố gắng tự tử. Mất ngủ, ngủ quá nhiều, mệt mỏi, mất năng lượng, hoặc đau nhức, rối loạn hệ tiêu hóa cũng là tác nhân đi kèm với nỗi sầu. Sầu đời, chán nản nhất thiết phải là một rối loạn tâm thần. Đó là một phản ứng bình thường với các sự kiện nhất định cuộc sống, một triệu chứng của một số bệnh, và một tác dụng phụ của một số phương pháp điều trị y tế. Tâm trạng chán nản cũng là một tính năng chính hoặc liên quan của một số hội chứng tâm thần như trầm cảm lâm sàng. Sầu và nỗi sầu là chủ đề được nhắc đến nhiều trong văn thơ, hội họa, nghệ thuật, ca hát hay các lĩnh vực nghệ thuật nói chung.

## Chú thích

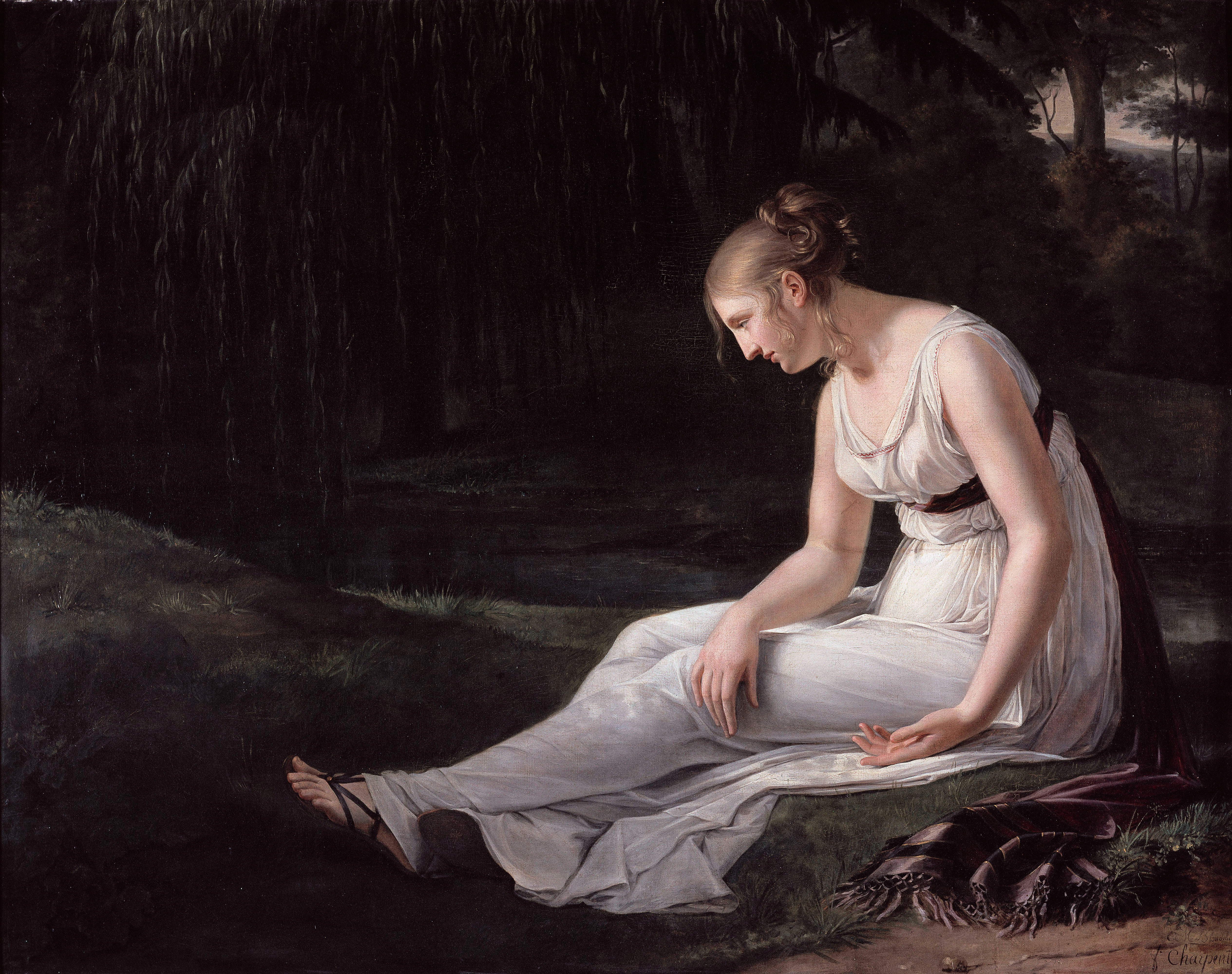
Họa phẩm về một phụ nữ đang sầu đời